# Yushu (Stadt)

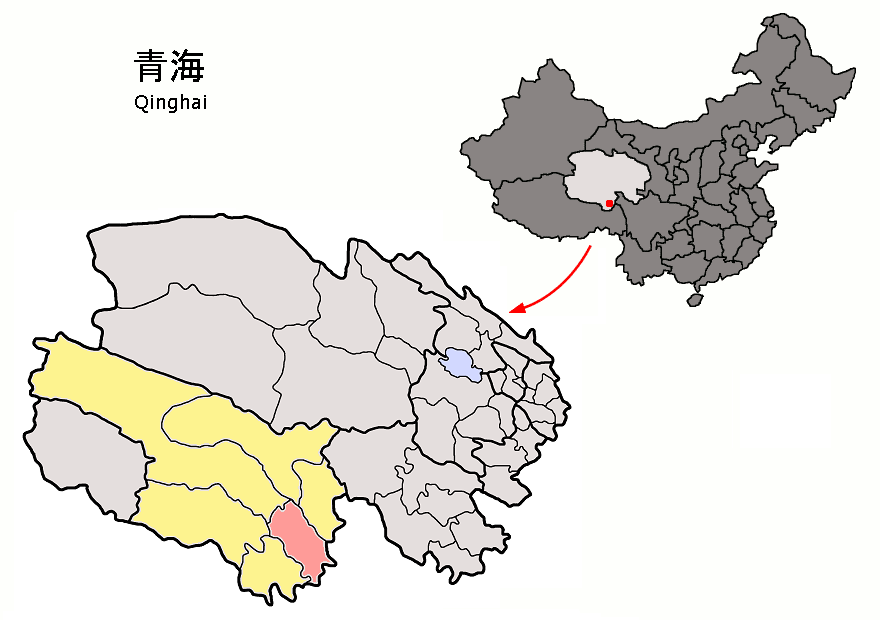
Lage der Stadt Yushu in Qinghai

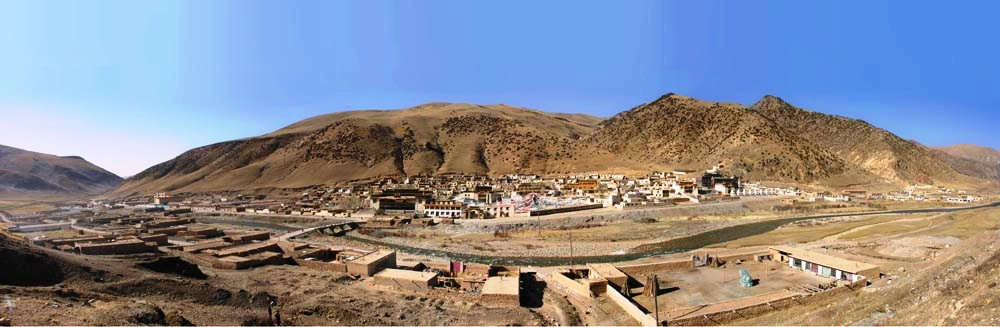
Das Dorf Xia Laxiu mit Kloster Rabshi Lungshö

Die Stadt Yushu (tibetisch ཡུས་ཧྲུའུ, Umschrift nach Wylie yus hru’u; chinesisch 玉樹市 / 玉树市, Pinyin Yùshù shì) ist eine kreisfreie Stadt im Autonomen Bezirk Yushu der Tibeter in der chinesischen Provinz Qinghai. Die Fläche beträgt 15.389 Quadratkilometer und die Einwohnerzahl 141.308 (Stand: Zensus 2020).
Sitz der Regierung des Kreises ist Gyêgu (tib.: skye rgu mdo / Jiégǔ Zhèn 结古镇), eine allmählich zur Stadt heranwachsenden Großgemeinde (zhen). Mit rund 60–70.000 Einwohnern (inklusive der unregistrierten Einwohner) ist sie der größte Ort in einem Gebiet (dem Kreis Yushu), dessen Fläche annähernd so groß ist wie Großbritannien. Das große Erdbeben von Yushu am 14. April 2010 jedoch legten den größten Teil der Stadt in Schutt und Asche.

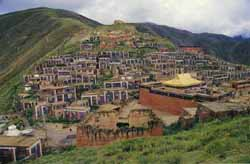
Kloster von Gyêgu (chin. Jiegu si)

Zu seinen bekanntesten Sehenswürdigkeiten zählen der Tempel der Prinzessin Wen Cheng (tib. Nampar Namdze, chin. Wencheng gongzhu miao), das Sakyapa-Kloster Döndrub Ling von Kyegu Do (chin. Jiegu si) und Gyanak Mani in Xinzhai, die alle in unmittelbarer Umgebung des Städtchens liegen. 
Weitere bedeutende monastische Institutionen des Landkreises sind Domkar Gompa und Tranggu Gompa (beide Karma-Kagyü-Orden), Rabshi Lungshö im Dorf Xia Laxiu und Surmang Dütsithil im äußersten Südosten des Kreises. Letzteres ist das Heimatkloster des im Westen bekannten Lamas Chögyam Trungpa.

## Administrative Gliederung
Auf Gemeindeebene setzt sich der Kreis aus vier Straßenvierteln, zwei Großgemeinden und sechs Gemeinden zusammen. Diese sind:
- Straßenviertel Gyêgu 结古街道
- Straßenviertel Xihang 西杭街道
- Straßenviertel Zaxike 扎西科街道
- Straßenviertel Xinzhai 新寨街道

- Großgemeinde Longbao 隆宝镇
- Großgemeinde Xialaxiu 下拉秀镇

- Gemeinde Zhoinmda 仲达乡
- Gemeinde Baitang 巴塘乡
- Gemeinde Surmangqungwa 小苏莽乡
- Gemeinde Shang Raqug 上拉秀乡
- Gemeinde Haxü 哈秀乡
- Gemeinde A'cho 安冲乡